# Hanataba
Singles de Mika Nakashima
Boku ga Shinou to Omotta no Wa
(2013)
Hanataba est le 39e single de Mika Nakashima sorti sous le label Sony Music Associated Records le 28 octobre 2015 au Japon. Il sort en format CD et CD+DVD.

## Liste des titres
| 1. | Hanataba (花束)                   |  |
| 2. | Ai no Uta (愛の歌)                |  |
| 3. | Hanataba (Instrumental) (花束)    |  |
| 4. | Ai no Uta (Instrumental) (愛の歌) |  |
| 5. | Hanataba (Drama ver.) (花束)      |  |

| 1. | Hanataba (花束) |  |